# Llibert Estartús i Vilas
Llibert Estartús i Vilas (Barcelona, 1911 - Tolosa, 1945) fou un polític comunista català. Estudià magisteri i va treballar a l'ajuntament de Barcelona. Dirigent de l'Esquerra Universitària (1930), participà en els aldarulls estudiantils contra la Dictadura de Primo de Rivera i s'incorporà al Bloc Obrer i Camperol (BOC), fundant-hi les Joventuts, de les que fou primer secretari.
Tot i que ingressà en el Partit Obrer d'Unificació Marxista (POUM) s'oposà a la línia ideològica marcada per Esquerra Comunista (EC), per la qual cosa fou expulsat del partit (gener del 1936). Llavors ingressà en el Partido Socialista Obrero Español (PSOE), la Federació del qual entrà el juliol del 1936 en el Partit Socialista Unificat de Catalunya (PSUC) i a les Joventuts Socialistes Unificades de Catalunya, juntament amb el seu amic Daniel Domingo i Montserrat. Després de la derrota s'exilià a Tolosa. Morí assassinat a Tolosa el 1945 després d'una reunió del PSUC en un clima de desconfiança, ja que l'acusava de ser confident dels nazis i d'haver-los entregat Josep Miret i Musté.